# Моршинская городская община
Моршинская городская общи́на (укр. Моршинська міська громада) — территориальная община в Стрыйском районе Львовской области Украины.
Административный центр — город Моршин.
Население составляет 14 537 человек. Площадь — 125,4 км².

## Населённые пункты
В состав общины входит 1 город (Моршин) и 13 сёл:
- Баня Лысовицкая
- Верхняя Лукавица
- Воля-Задеревацкая
- Горишнее
- Долгое
- Долишнее
- Задеревач
- Лысовичи
- Нижняя Лукавица
- Пила
- Смоляной
- Станков
- Фалиш